# Euphyia bituminea
Euphyia bituminea là một loài bướm đêm trong họ Geometridae.